# Beniatjar
Beniatjar é um município da Espanha na província de Valência, Comunidade Valenciana. Tem 11,4 km² de área e em 2021 tinha 207 habitantes (densidade: 18,2 hab./km²).

## Demografia
| Variação demográfica do município entre 1991 e 2004 | Variação demográfica do município entre 1991 e 2004 | Variação demográfica do município entre 1991 e 2004 | Variação demográfica do município entre 1991 e 2004 |
| --------------------------------------------------- | --------------------------------------------------- | --------------------------------------------------- | --------------------------------------------------- |
| 1991                                                | 1996                                                | 2001                                                | 2004                                                |
| 257                                                 | 245                                                 | 236                                                 | 240                                                 |